# Войновское сельское поселение
Войновское сельское поселение — муниципальное образование в Егорлыкском районе Ростовской области.
Административный центр поселения — хутор Войнов.

## Административное устройство
В состав Войновского сельского поселения входят:
- хутор Войнов;
- хутор Московский;
- хутор Прощальный;
- хутор Украинский.

## Население
| 2010  | 2012  | 2013  | 2014  | 2015  | 2016  | 2017  |
| ----- | ----- | ----- | ----- | ----- | ----- | ----- |
| 1420  | ↗1422 | ↘1409 | ↗1432 | ↗1433 | ↗1456 | ↘1450 |
| 2018  | 2019  | 2020  | 2021  |       |       |       |
| ↘1431 | ↗1436 | ↘1412 | ↗1414 |       |       |       |